# Корруа-ле-Шато (замок)
Корруа-ле-Шато (фр. Château de Corroy-le-Château) — средневековый замок в деревне Корруа-ле-Шато, расположенной в пяти километрах от города Жамблу, в провинции Намюр (Валлонский регион Бельгии), Бельгия. Изначально на месте комплекса находилась только каменная жилая башня, принадлежавшая сеньорам рода д'Орба. По своему типу относиться к замкам на воде. Одно из наиболее хорошо сохранившихся фортификационных средневековых сооружений Бельгии.

## История

### Ранний период
В 1200 году усадьба с каменной башней перешла по наследству к младшей ветви герцогов Брабантских. В 1235 году башню обнесли стеной в виде частокола. Через брак одной из представительниц брабантского рола имение перешло в собственность графа Филиппа де Вианденского. Около 1270 года он обнёс территорию замка каменной стеной. По углам возвели четыре круглые башни. Снаружи крепости появились земляные валы и рвы. Замок был призван защищать южные границы Брабантского герцогства от вторжений из Фландрии, со стороны владений графов Дампьерских, которые также были графами Намюра.

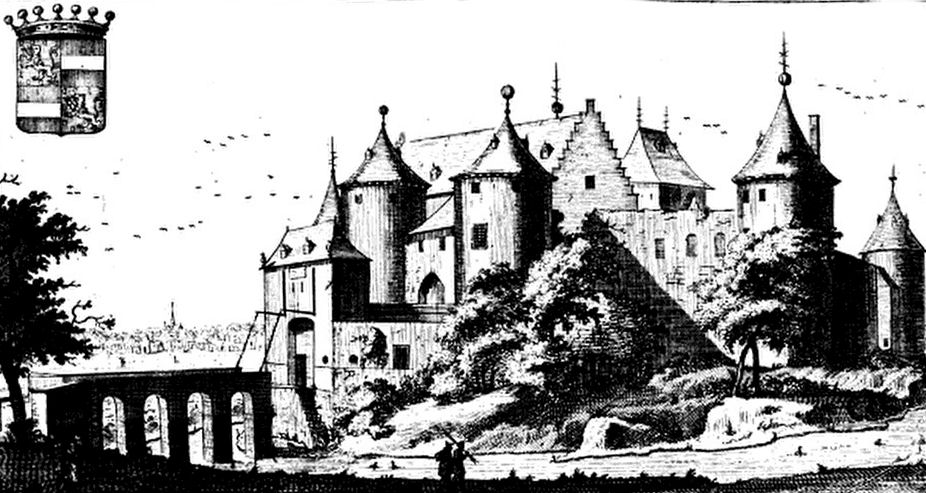
Рисунок замка 1703 года

Для своего времени Корруа-ле-Шато представлял из себя очень сильную крепость. Вероятно, на выбор архитектурного стиля этого мощного средневекового замка сильно повлияли семейные узы. Семья графа Филиппа де Виандена была в родстве с королевской династией Капетингов. И действительно, замок построен по плану, очень похожему на план Лувра времён Филиппа II Августа. Но самое удивительное, что комплекс сохранился практически в первозданном виде.
Примечательно, что Корруа-ле-Шато — один из немногих замков, который до 2008 года ни разу не выставлялся на продажу. В Бельгии всего семь замков, которые также веками оставались в собственности одной и той же семьи. На протяжении нескольких столетий комплекс переходил по наследству. С того момента, как около 1270 года была построена полноценная крепость, замок переходил от отца к сыну или к близким родственникам.

### XIX век
Род де Вианден сохранял контроль над замком до 1803 года, когда хозяином имения стал маркиз Жильон де Тразенье д'Итр, женившийся на Амели Констанс де Нассау-Корруа, единственной дочерью прежнего владельца и единственной наследницей владения.

### XX век
В 1998 году именно в замке Корруа-ле-Шато принц Бельгии Александр и его супруга Леа Вольман провели пресс-конференцию и организовали торжественный приём в честь официального оформления брака, который тайно заключили несколькими годами ранее в Англии. Здесь некоторое время проживал принц Бельгии Лоран.

### XXI век
Из-за конфликта двух прямых потомков и наследников маркиза де Тразенье 22 сентября 2008 года замок по решению суда был выставлен на публичные торги. Победителем аукциона стал бельгийский художник Вим Дельвуа, который обещал, что устроит в комплексе художественную галерею. Правда, представители семьи Тразенье спохватились и решили во что бы то ни стало вернуть родовые владения. Всего через месяц недвижимость перешла к специально созданному фонду SA Marquis de Trazegnies-Comte de Nassau SA. А 18 августа 2010 года по инициативе здравствующего маркиза де Тразенье замок передали Королевской ассоциации исторических резиденций и садов Бельгии. При этом маркиз Оливье де Тразенье сохранил за собой право проживать в замке.

## Описание
Наряду с замками Бульон, Берсель, Гравенствен, Хорст, Лаво и Вев, данный комплекс одно из самых красивых средневековых сооружений Бельгии.
Замок имел в основании форму неправильного пятиугольника. Число башен было доведено до семи. Две из них с западной стороны охраняли ворота и подъёмный мост, перекинутый через ров. Внутрь комплекса можно было попасть только по нему. Сами рвы наполнялись водой. В 1718 году мост сделали стационарным. Его сложили из кирпича и голубого камня. Внутри сохранилась старинная капелла. Двор замка замощён камнем.
Башни имеют уникальные бойницы двухметровой высоты. За время многочисленных войн замок ни разу не был разрушен.

## Галерея

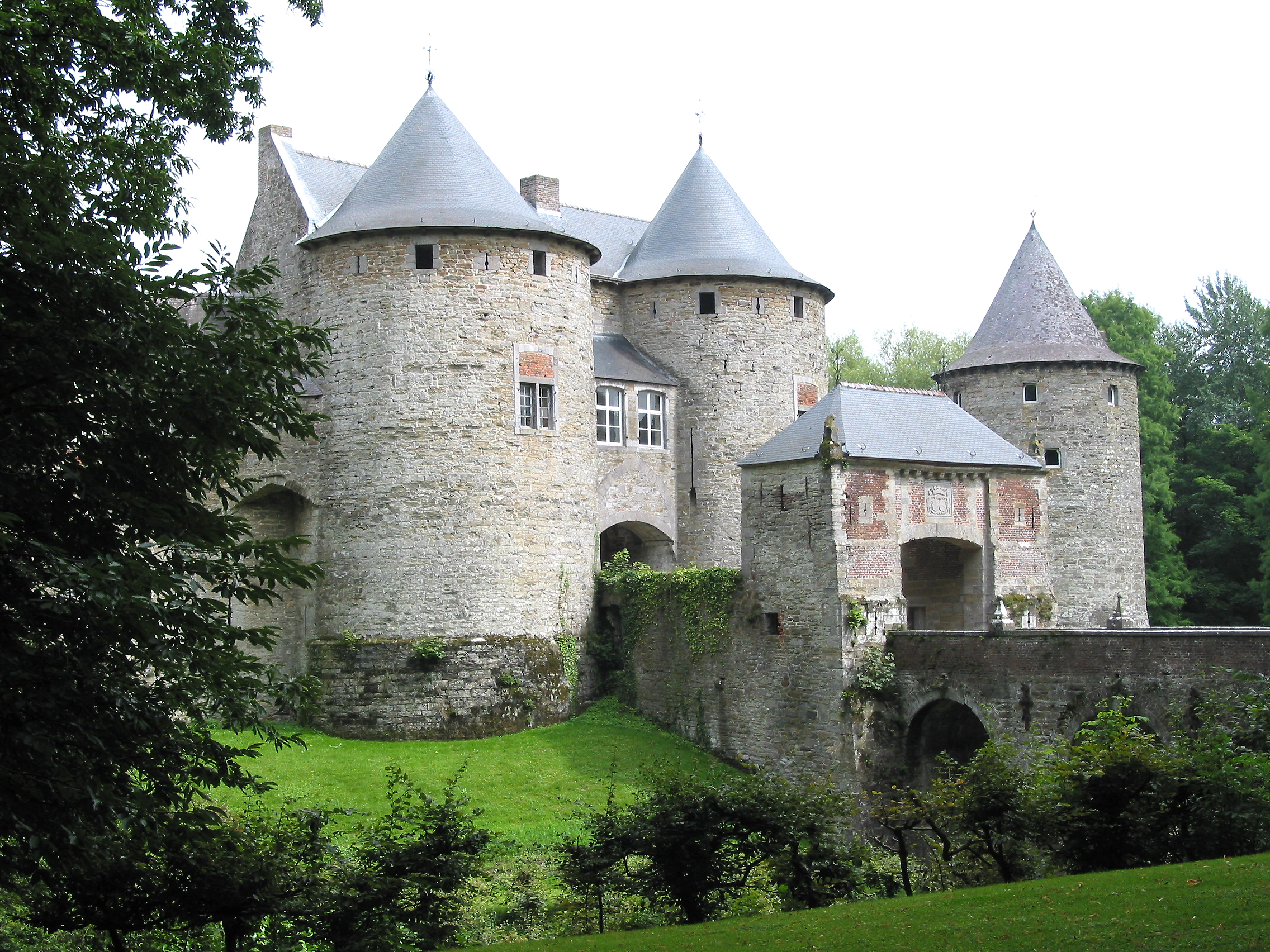
Вид каменных башен и главных ворот
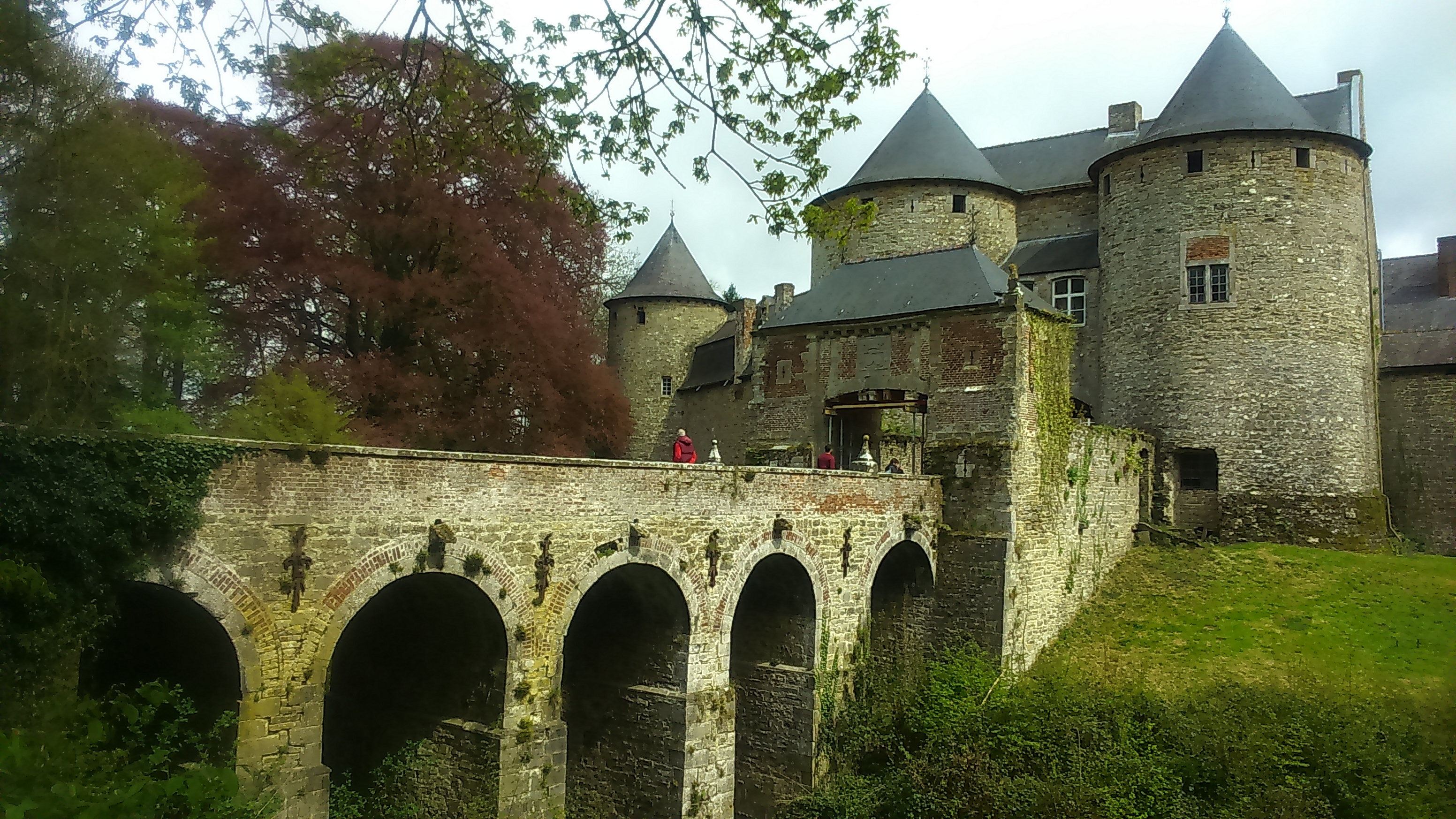
Каменный мост, ведущий к воротам замка
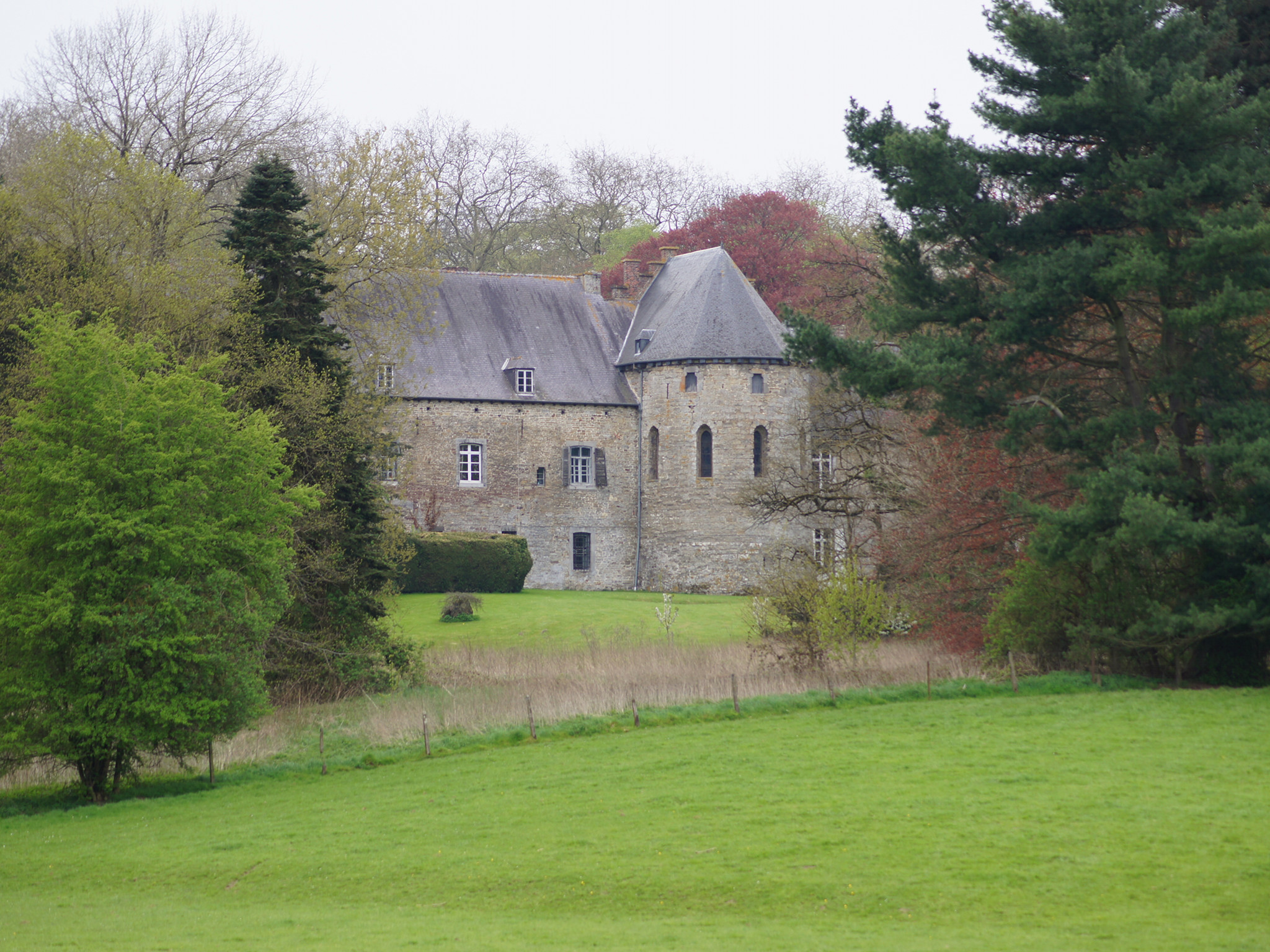
Угловая башня
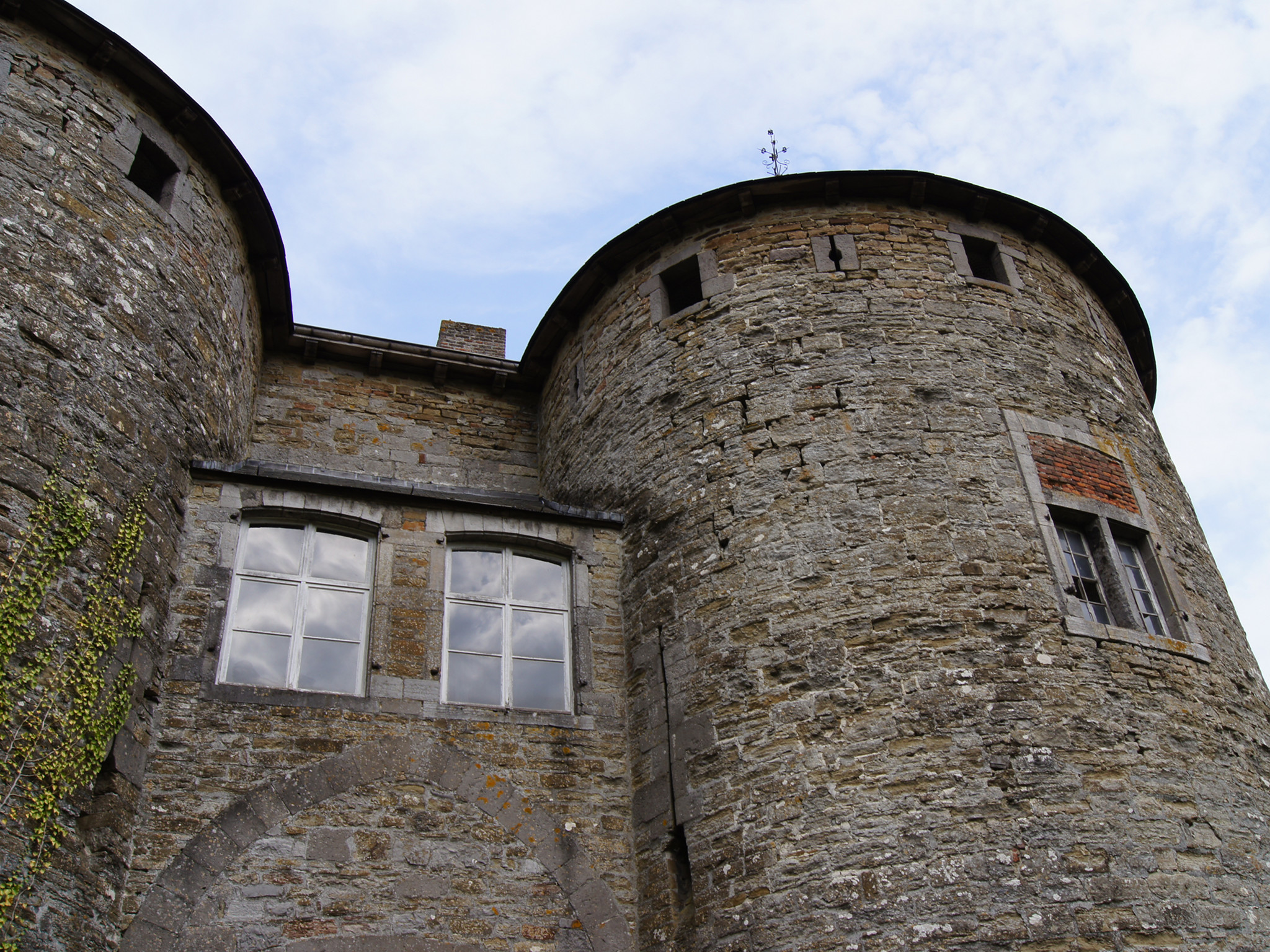
Торхаус замка